# Cavallucci
Le cavallucci est une pâtisserie italienne originaire de Sienne en Toscane, préparée à Noël avec de l'anis, des amandes, des fruits confits, de la coriandre, de la farine et enrichie de noix. Leur nom se traduit approximativement par « petits chevaux ». Ces biscuits moelleux utilisent traditionnellement du miel millefiori toscan comme ingrédient essentiel de la pâte.

## Histoire
Les biscuits étaient à l'origine imprimés de l'image d'un cheval (cavalli est le terme italien pour les chevaux). Les biscuits vendus aujourd'hui sont une version embourgeoisée d'une pâtisserie dont on peut retrouver la trace sous le règne de Laurent de Médicis dit le Magnifique (1449-1492), lorsqu'ils étaient appelés biriquocoli. Il ressort de nombreux écrits de l'époque que le consistoire, depuis 1515, avait l'habitude de distribuer du pampepato et des berriguocoli.
De nombreuses hypothèses sont associées à l'origine de son nom. Selon la version la plus populaire de l'histoire, les cavallucci étaient proposés dans les osteria de campagne, où diligences et charrettes s'arrêtaient et où ils étaient consommées par les conducteurs de chevaux et les passants,,. On suppose que les postiers qui distribuaient le courrier sur de longues distances mangeaient régulièrement ces biscuits et qu'ils constituaient le casse-croûte habituel des domestiques qui travaillaient dans les écuries des riches aristocrates de Sienne, une ville qui a acquis sa renommée grâce à son palio.

## Préparation
La méthode d'obtention de la pâte pour ces biscuits est assez simple : une fois le caramel formé avec un mélange d'eau, de sucre et de miel fondu à feu très doux, on ajoute de la farine type « 0 », du sucre et/ou miel, des fruits confits (orange, cédrat), de l'anis, des noix et de la levure, et l'on prépare des formes allongées d'un diamètre d'environ ²⁄₃ cm. Par la suite, les pains de pâte sont divisés en petits morceaux qui, après une cuisson d'environ une demi-heure à 200 °C, seront prêts à être servis sur la table, ou à être emballés.

## Accompagnement
La pâtisserie est souvent associée à des vins de dessert sucrés, comme le Vin santo, et trempée dans le vin avant d'être consommée. Les cavallucci sont servis avec des vins de liqueur dans lesquels ils sont généralement macérés : Marsala (DOC), Moscato passito di Pantelleria, Asti spumante (DOCG) ou Muscat.